# Chilhac
Chilhac là một xã thuộc tỉnh Haute-Loire nam trung bộ nước Pháp. Xã Chilhac nằm ở khu vực có độ cao trung bình 570 mét trên mực nước biển.